# Hungry Hearts
Hungry Hearts é um curta-metragem mudo norte-americano de 1916, do gênero comédia, filmado em Jacksonville, Flórida, pela Vim Comedy Company e estrelado por Oliver Hardy.

## Elenco

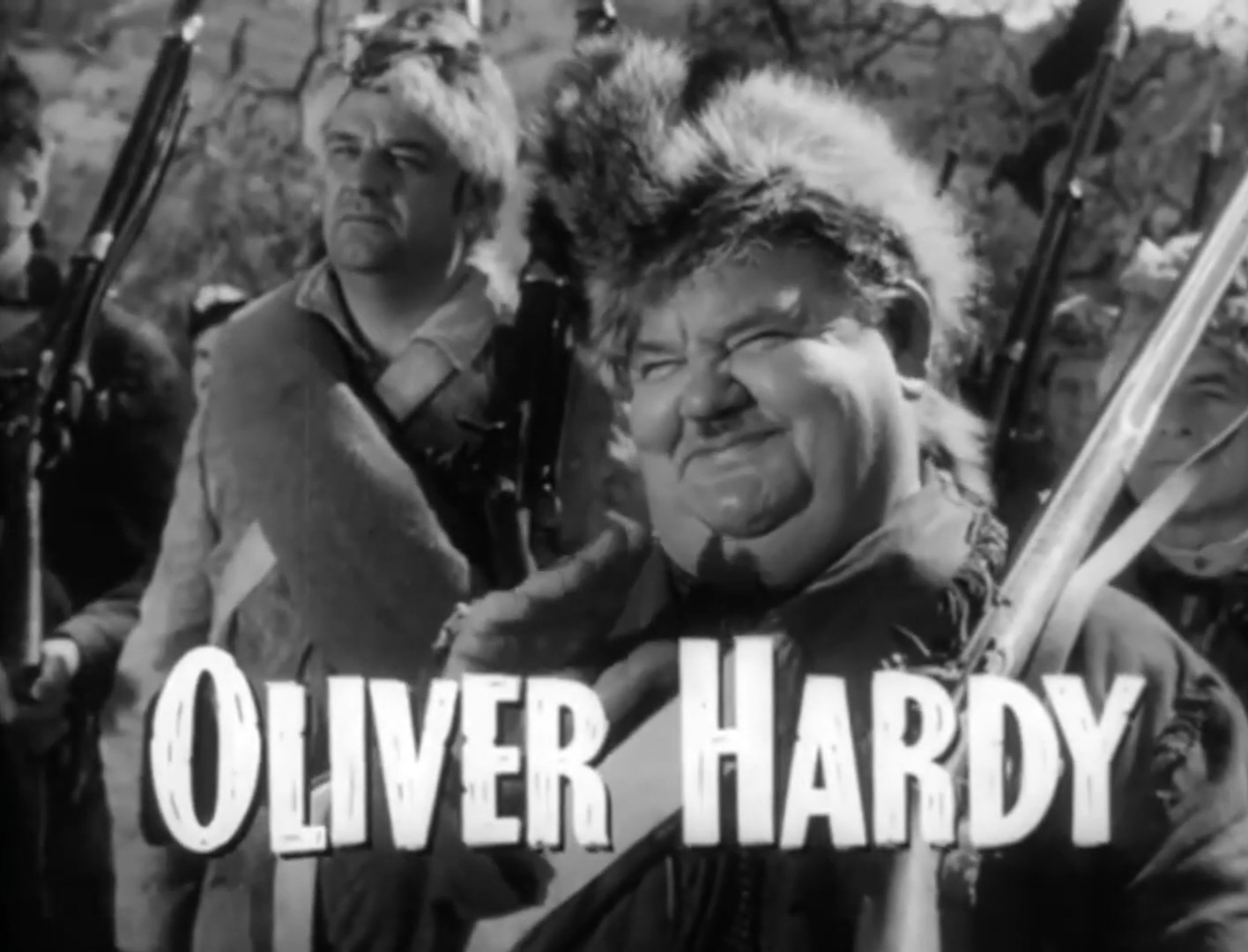
Oliver Hardy

- Oliver Hardy - Plump (como "Babe Hardy")
- Billy Ruge - Runt
- Ray Godfrey - Um modelo
- Edna Reynolds - Vúva
- Bert Tracy